# ラヴ・ユー・ライヴ
『ラヴ・ユー・ライヴ』（Love You Live, 旧邦題：感激! 偉大なるライヴ）は、ローリング・ストーンズのライブ・アルバム。本作はストーンズ2作目、アメリカでのみリリースされた『ガット・ライヴ・イフ・ユー・ウォント・イット!』を加えると、3作目の公式ライブ・アルバムである。

## 解説
本作には、1975年夏の北米ツアー、1976年のヨーロッパ・ツアー、1977年のトロント公演が収録されたほか、1977年3月4日・5日にトロント、エル・モカンボ・クラブでの模様が収録された。このクラブはキャパシティが500人の小クラブで、観客は「なぜ私はローリング・ストーンズのパーティに行きたいか」というラジオ・プログラムでの当選者であった。
トロント入りする直前の2月27日に、キース・リチャードはヘロイン不法所持によってカナダの騎馬警察隊に逮捕され、後に1,000ドルの保釈金を支払い釈放された。また、カナダ首相ピエール・トルドーの夫人、マーガレット・トルドーが鑑賞に訪れ、その後メンバーと共にプライヴェート・パーティに参加したが、後日ゴシップ紙にロン・ウッドやミック・ジャガーとの関係を書き立てられることとなった。
オーヴァーダビングとミックスは1977年5月半ばから6月にかけて行われ、ビリー・プレストンおよびイアン・スチュアートのピアノが加えられた。アートワークはアンディ・ウォーホルが担当した。イギリスでは3位、アメリカでは5位に達しゴールド・アルバムを獲得した。
『ラヴ・ユー・ライヴ』は、ワーナー・ミュージックによって世界的に配給された最後のアルバムとなった。ローリング・ストーンズ・レコードはワーナーとの契約を北米でのみ継続し、他の地域では新たにEMIとの配給契約を結んだ。
さらに、「キース・リチャード」としてクレジットされた最後のアルバムとなり、翌1978年の『女たち』からその姓を「リチャーズ」に戻した。
収録されたうちの2曲が別のタイトルで表記されており、「ジャンピン・ジャック・フラッシュ」はアポストロフィーが「g」に変更され（ただし、再発売されたCDでは以前の表記に戻っている）、「イッツ・オンリー・ロックンロール」は (But I Like It) が省略された。
1998年にヴァージン・レコードによって、2009年にはユニバーサル ミュージック グループによってリマスター盤が発売された。

## 収録曲
特筆無い限りジャガー／リチャード作詞作曲。
- A面／Disc1

1. 庶民のファンファーレ - Intro: Excerpt From 'Fanfare for the Common Man (Aaron Copland) 1:24
2. ホンキー・トンク・ウィメン - Honky Tonk Women 3:19
3. イフ・ユー・キャント・ロック・ミー／ひとりぼっちの世界 - If You Can't Rock Me/Get Off of My Cloud 5:00
4. ハッピー - Happy 2:55
5. ホット・スタッフ - Hot Stuff 4:35
6. スター・スター - Star Star 4:10

- B面

1. ダイスをころがせ - Tumbling Dice 4:00
2. フィンガー・プリント・ファイル - Fingerprint File 5:17
3. ユー・ガッタ・ムーブ - You Gotta Move (Fred McDowell/Rev. Gary Davis) 4:19
4. 無情の世界 - You Can't Always Get What You Want 7:42

- C面／Disc2

1. マニッシュ・ボーイ - Mannish Boy (Ellas McDaniel/ McKinley Morganfield/Mel London) 6:28
2. クラッキン・アップ - Crackin' Up (Ellas McDaniel) 5:40
3. リトル・レッド・ルースター - Little Red Rooster (Willie Dixon) 4:39
4. アラウンド・アンド・アラウンド - Around and Around (Chuck Berry) 4:09 
  - 上記四曲はカナダ、トロントのエル・モカンボ・クラブで1977年3月4日、5日に収録された

- D面

1. イッツ・オンリー・ロックンロール - It's Only Rock'n Roll 4:31
2. ブラウン・シュガー - Brown Sugar 3:11
3. ジャンピング・ジャック・フラッシュ - Jumpin' Jack Flash 4:03
4. 悪魔を憐れむ歌 - Sympathy for the Devil 7:51